# Cazoleta (petroglifo)

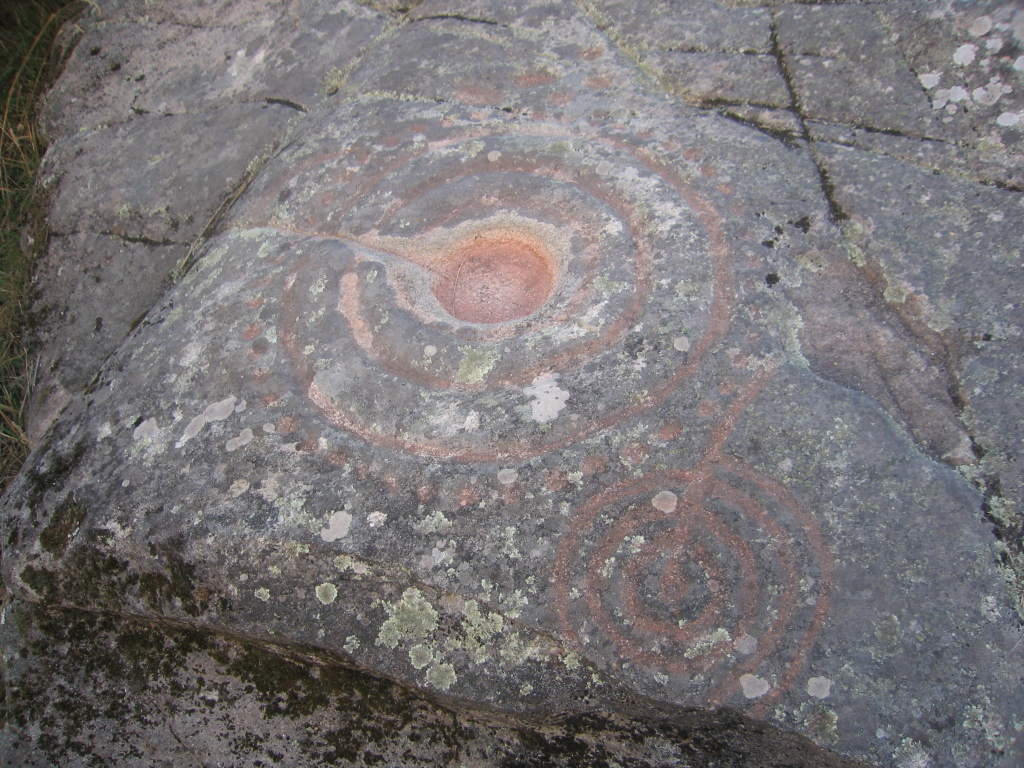
Detalle de la Laxe das Rodas, con una cazoleta de 21 cm de diámetro y 5 cm de profundidad en el centro del petroglifo de la izquierda, así como pequeñas cazoletas (puntos) alrededor de él.

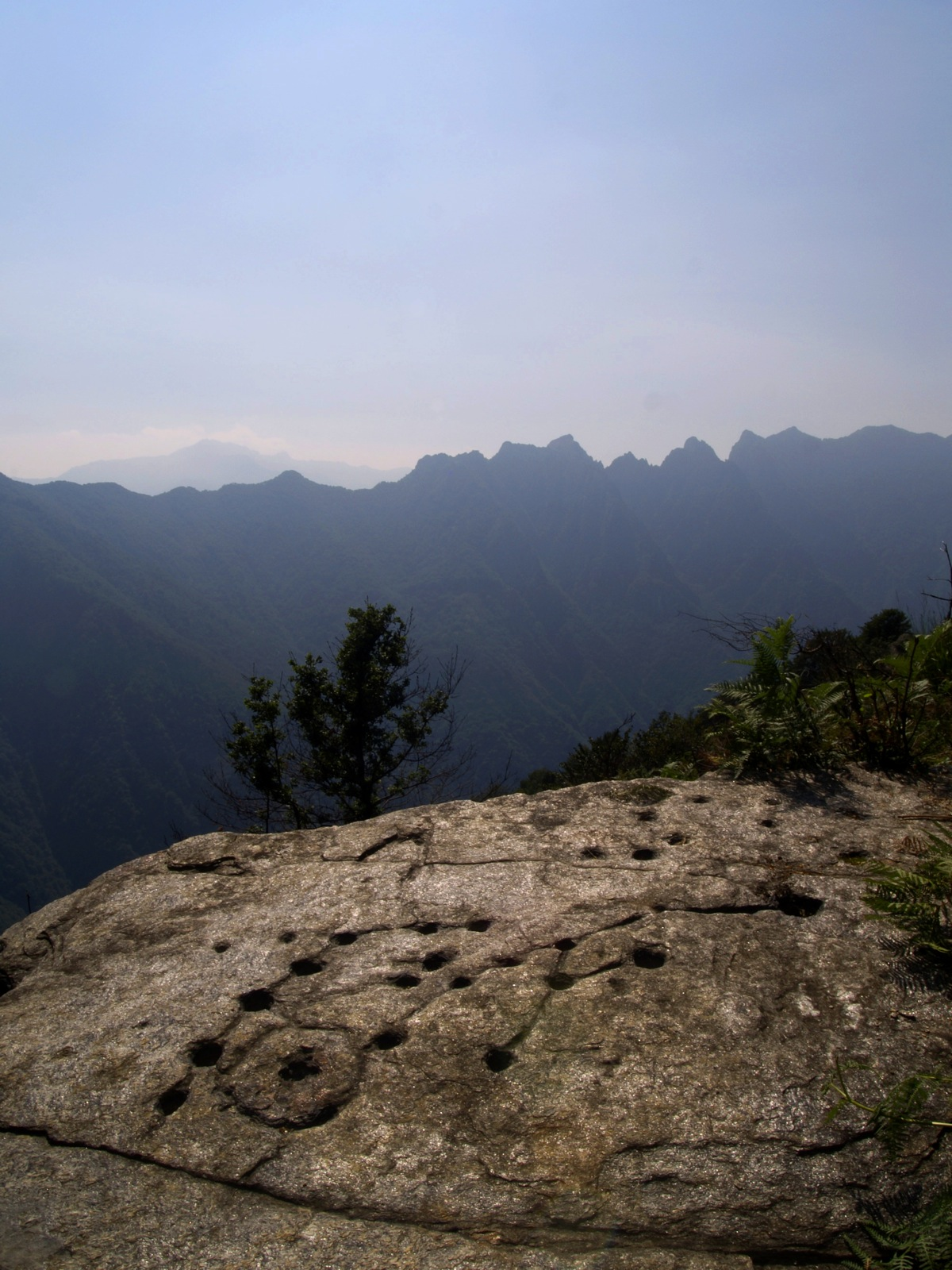
Cazoletas en una roca en Alpe Prà, Italia.

En arqueología, se denomina cazoleta a un pequeño hueco artificial excavado en la superficie de algunas rocas, teniendo generalmente una sección semiesférica y planta circular (aunque también se encuentren de planta cuadrangular). Pueden encontrarse tanto aisladamente como formando agrupaciones, con otras cazoletas o con otros grabados rupestres.
Aunque el caso más común es que se encuentren grabadas en las superficies de formaciones rocosas naturales, también pueden aparecer en ortostatos megalíticos.
Las cazoletas son uno de los motivos rupestres más recurrentes, en todas las épocas. Su cronología abarcaría, en Europa, del Paleolítico Medio (Lana Ferrassie) hasta la Edad de Hierro.

## Funcionalidad
Las hipótesis existentes sobre la funcionalidad de las cazoletas son múltiples, entre ellas
- colectores para ofrendas,
- receptáculos de libaciones o de sacrificios,
- símbolos de carácter sexual femenino,
- cartografías, de constelaciones y terrestres,
- marcadores de espacios sagrados, de caminos migratorios, de locales con alto valor mágico y propiciatorio,
- ligadas a cultos litolátricos, acuáticos, destinados a promover o a incrementar la fertilidad, particularmente la femenina,
- tableros para juegos,
- marcadores de operaciones pre-numéricas.

### Lugares sagrados
Algunas hipótesis apuntan a que, por lo menos en ciertas regiones, las cazoletas podrían haber señalado un espacio sagrado prehistórico; espacio que se habría mantenido, una vez instalado el cristianismo, con la construcción de templos (capillas, etc) en tales lugares. Existiría, por tanto, una "convergencia espacial" entre la distribución de estos grabados y la distribución de ciertos templos cristianos.

### Fertilidad
Breck Parkman reportó que los indios Pomo buscaban el poder resultante de la producción de cazoletas para curar la infertilidad.